# シシガンビス (小惑星)
シシガンビス (823 Sisigambis) は小惑星帯の小惑星である。ドイツの天文学者マックス・ヴォルフがハイデルベルクのケーニッヒシュトゥール天文台で発見した。
ダレイオス3世の母であるシシュガンビス (Sisygambis) にちなんで命名された。